# Túnel del Negrón
El Túnel del Negrón és un túnel de carretera de 4,1 km de longitud situat en l'AP-66, que comunica el Principat d'Astúries amb Lleó. És el sisè túnel més llarg d'Espanya.

## Història
La història del túnel del Negrón va començar en els anys seixanta, quan es van començar a realitzar una sèrie d'estudis previs per tractar de trobar una via alternativa i més moderna que la N-630, del port de Pajares, per connectar Astúries amb la Meseta.
En principi, la primera calçada estava pressupostada en 19.500 milions de pessetes, però es va disparar als 70.000 milions davant d'accidents geogràfics imprevistos en els terrenys. Una d'elles, el desplaçament de cinc milions de metres cúbics de terra que va obligar a canviar el traçat.
Les obres van començar el juny de 1976 amb un total de mil tres-cents obrers durant anys. La notícia va ser rebuda per la societat asturiana amb gran entusiasme.
L'autopista es va obrir parcialment l'any 1983, amb alguns trams de túnels de sentit únic. La culminació de l'AP-66 va arribar l'any 1997, vint-i-un anys després d'haver-se iniciat les obres. Al juny d'aquell any es va obrir al tràfic el Segon Túnel del Negrón, de 4.144 metres de longitud i un cost de 7.443 milions de pessetes.
Des d'ençà, La Vall del Huerna s'ha consolidat com la principal via d'entrada a Astúries. Cada dia la utilitzen més de vuit mil vehicles per entrar i per sortir.